# Visual meteorological conditions
Visual meteorological conditions (VMC) är de meteorologiska förhållanden som tillåter civil flygning enligt VFR, visuellflygreglerna. De är något olika för olika luftrumsklasser och även beroende av luftfartygets höjd och fart och kan även vara olika för ett flygplan och en helikopter. De meteorologiska förhållandena uttrycks i sikt och molnhöjd. Molnhöjden (avståndet från marken till molnbasen) skall normalt vara minst 1500 ft i en kontrollzon.
När VMC inte längre råder så råder instrument meteorological conditions, IMC. Övergången från VMC till IMC sker vid det som vanligen kallas VFR- eller VMC-minima, som består av tre kriterier - flygsikt och avstånd till moln, horisontellt och vertikalt. Det räcker med att ett av dessa kriterier underskrids för att man skall anses flyga under IMC-förhållanden. VFR-flygning, det vill säga flygning enligt visuellflygreglerna, är endast tillåten under VMC-förhållanden. Under visuellflygreglerna förväntas piloten själv kunna ha uppsikt över och undvika att kollidera med andra luftfartyg, marken eller andra hinder.
VFR-minima är olika inom kontrollerat och okontrollerat luftrum. Det finns sju luftrumsklasser i världen, men i Sverige tillämpas bara två av dessa - C och G - där C är kontrollerat luftrum och G okontrollerat luftrum. Tredje kapitlet i av Transportstyrelsen utgivna Trafikregler för luftfart, anger under vilka förhållanden som VFR-flygning är tillåten i dessa luftrumsklasser.
I huvudsak gäller att på låg höjd i okontrollerat luftrum måste sikten vara minst 5 km och på högre höjd (över 10000 ft) minst 8 km. Man måste hålla avstånd till moln, såväl vertikalt (1000 ft) som horisontellt (1,5 km). Vid låga farter och med flygplatsen i sikte kan sikten tillåtas vara 3 km respektive 1,5 km. Man måste flyga fritt från moln och ha marksikt.
VFR-flygning är inte tillåten över flygnivå 195, FL195, (som är luftrumsklass C i Sverige) oavsett de meteorologiska förhållandena.
Under mörker är minimisikten 8 km för VFR-flygning.
En helikopter får flyga i lägre sikt än flygplan under förutsättning att flygningen sker med så låg hastighet att det finns god möjlighet att upptäcka andra luftfartyg eller hinder i tid för att undvika kollision.